# Kompolje Koreničko
Kompolje Koreničko is een plaats in de gemeente Plitvička Jezera in de Kroatische provincie Lika-Senj. De plaats telt 103 inwoners (2001).